# Świstunka złotawa
Świstunka złotawa (Abrornis proregulus) – gatunek małego wędrownego ptaka z rodziny świstunek (Phylloscopidae) przypominającego wielkością i wyglądem zniczka i mysikrólika zwyczajnego. Występuje w Azji; sporadycznie zalatuje do Europy, w tym do Polski. Nie jest zagrożony wyginięciem.

## Systematyka
Jest to gatunek monotypowy. Dawniej świstunkę złotawą włączano do tego samego gatunku co świstunka nepalska (Abrornis chloronotus).
Autorzy Kompletnej listy ptaków świata umieszczają świstunkę złotawą w rodzaju Abrornis, ale większość systematyków zalicza ją do Phylloscopus.

## Zasięg występowania
Zamieszkuje obszar od południowej Rosji i północnej Mongolii po wschodnią Rosję i północno-wschodnie Chiny. Zimuje w południowo-wschodnich Chinach, północnej Tajlandii, północnym Laosie i północnym Wietnamie.
Sporadycznie, ale regularnie zalatuje do Europy. Do Polski sporadycznie zalatuje niemal wyłącznie jesienią (zwykle od połowy września do początku listopada); do 2020 odnotowano 63 stwierdzenia ptaków tego gatunku na terenie kraju (łącznie obserwowano 64 osobniki).

## Morfologia
Najważniejszym podobieństwem upodabniającym świstunkę złotawą do ww. ptaków krajowych jest rysunek na skrzydle: jasne paski na końcach dużych i średnich pokryw, ciemny czworokąt na nasadach lotek drugiego rzędu, kontrastowo jasne brzegi lotek oraz jasne elementy na lotkach trzeciego rzędu. Sylwetka ptaka krótka, okrągła z krótkim ogonkiem i skrzydłami. U świstunki złotawej podczas lotu wyraźnie widać kontrastowo jasny pasek w poprzek kupra.
Długość ciała 9–9,5 cm, masa ciała 5–8 g.

## Zachowanie
Ptaki tego gatunku są bardzo ruchliwe, żerują wewnątrz koron drzew i krzewów, zganiając pokarm z liści i gałązek podlatują za owadami, zawisając na chwilę w locie przy liściach, by prędko schwytać zdobycz. Kiedy jest to potrzebne, świstunka złotawa zwisa głową w dół z najcieńszych gałązek.

## Śpiew
Miękkie, trochę nosowe gwizdnięcie, nieco wznoszące się w tonie, mniej lub bardziej dwusylabowe „csuji”, „czjui”, „dżjui” trwające około 0,3 sekundy lub podobne, ale krótsze jednosylabowe „cli”, „pi” i „pit”. Usłyszenie śpiewu świstunki złotawej w Polsce jest mało prawdopodobne ze względu na porę roku bytowania tego ptaka.

## Status i ochrona
Międzynarodowa Unia Ochrony Przyrody (IUCN) uznaje świstunkę złotawą za gatunek najmniejszej troski (LC – Least Concern). Liczebność światowej populacji nie została oszacowana, ale ptak ten opisywany jest jako pospolity, lokalnie bardzo liczny. Ze względu na brak dowodów na spadki liczebności bądź istotne zagrożenia dla gatunku BirdLife International uznaje trend liczebności populacji za stabilny.
Na terenie Polski gatunek ten jest objęty ścisłą ochroną gatunkową.